# تسیووزرسکی پوگوست
تسیووزرسکی پوگوست (به لاتین: Tsivozersky Pogost) یک منطقهٔ مسکونی در روسیه است که در استان آرخانگلسک واقع شده‌است.